# یوخن لتمن
یوخن لتمن (آلمانی: Jochen Lettmann؛ زادهٔ ۱۰ آوریل ۱۹۶۹) قایقران کانو اهل آلمان بود.